# Sara Carbonero
Pour les articles homonymes, voir Carbonero.
 (novembre 2015).
Si vous disposez d'ouvrages ou d'articles de référence ou si vous connaissez des sites web de qualité traitant du thème abordé ici, merci de compléter l'article en donnant les références utiles à sa vérifiabilité et en les liant à la section « Notes et références ».
Sara Carbonero Arévalo (née le 3 février 1984 à Corral de Almaguer dans la Province de Tolède en Espagne) est une présentatrice de télévision espagnole pour la chaîne Telecinco et une journaliste sportive.

## Biographie
Après avoir commencé des études de journalisme à l'Université Complutense de Madrid, elle entre comme stagiaire à Radio Marca et six mois après son arrivée, elle est embauchée. Elle abandonne partiellement ses études universitaires et couvre tous types d'événements. Après un bref passage à Cadena SER, elle est embauchée à La Sexta en mai 2007 où elle couvre divers événements sportifs, suivant notamment la sélection espagnole lors de l'Euro de basket 2007.
En avril 2009, elle rejoint Telecinco en tant que rédactrice et présentatrice sportive. Son premier travail fut de couvrir la Coupe des confédérations 2009 en Afrique du Sud. Par la suite, elle devient la principale présentatrice sportive de Telecinco.
En juillet 2009, elle est élue journaliste sportive la plus sexy par le magazine FHM.
Lors de la Coupe du monde 2010, certains médias anglais, notamment The Guardian et The Times, ont avancé que la présence de Carbonero au bord de la pelouse lors du match Espagne-Suisse dans le cadre de son travail, avait distrait son compagnon, Iker Casillas, et causé la défaite espagnole (0-1). Ces suppositions furent rejetées en masse par la presse espagnole.
Elle s'est surtout fait connaître au soir de la victoire finale (1-0) de l'Espagne face aux Pays-Bas, le 11 juillet 2010. Alors qu'elle interviewait son compagnon, Iker Casillas, celui-ci l'embrassa en direct devant des millions de téléspectateurs. Ils ont eu deux enfants, nés respectivement en 2014 (Martin)  puis en 2016 (Lucas). Elle et Iker se sont mariés en mars 2016 devant Martin leur seul invité. Le couple annonce officiellement sa séparation en mars 2021.